# 세상이 끝날때까지 아직 10억년
《세상이 끝날 때까지 아직 10억년》(러시아어: За миллиард лет до конца света, Za milliard let do kontsa sveta, 초판 제목 : 종말전 10억년)은 아르까지 스트루가츠키, 보리스 스트루가츠키 형제가 1974년 쓴 SF 소설이다.

## 줄거리
세상이 끝날 때까지 아직 10억년은 1970년대 소련의 레닌그라드를 배경으로 시작된다. 주인공인 드미트리 알렉세예비치 말랴노프(Дмитрий Алексеевич Малянов, Dmitry Alekseyevich Malyanov)는 천문학자로, 공식적으론 휴가중이지만, 그의 논문인 "확산된 은하 물질에 대한 별의 반응"을 쓰고 있는걸로 시작된다. 그리고 이 논문이 노벨상을 받을 정도로 혁명적인 것이 알려지면서 말랴노프에게 이상한 일들이 생기게 된다. 이상한 일들에 대해 과학적으로 접근해보니 말랴노프는 자신의 발견에 대해서 누군가가 그의 논문을 훼방놓기 위해 벌이는 일이라고 알아채게 된다.
이에 말랴노프의 친구이자 이웃인 수학자인 베체로프스키(Вечеровский, Vecherovsky)가 이런 현상이 먼 미래의 우주의 구성을 파괴할 수 있는 일을 하였기에 향상성을 가진 우주가 반응하는 것이라고 추정한다.
결국 소설은 말랴노프를 포함한 과학자들을 이 연구에서 배제시켜 버렸으며, 베체로프스키만 홀로 싸우는 것으로 그려지게 된다.

## 현실에서의 영감
대수학과 대수기하학으로 잘 알려져 있는 유리 마닌은 베체로프스키를 만드는데 영감을 주었다. 베체로프스키처럼 마닌도 시를 좋아하였으며, 마닌과 아르까지 스트루가츠키는 친구사이기도 했다.
1980년 마닌은 그의 책 "계산가능과 계산불가능"(Computable and Noncomputable)에서 양자 컴퓨터에 대한 아이디어를 낸다. 이 책에서 그는 세상이 끝날때까지 아직 10억년에 나오는 자신을 보호하는 우주는 양자적 사건을 나타내는 것이라고 주장하였다. 베체로프스키가 책에서 쓴 주장은 마닌의 양자 계산의 개요일 수 있다: 만약 우주가 우리의 연구를 방해하여 우리의 논리에 대해 반대 현상을 만들어낸다면(양자 관측과 같이), 우리는 이 현상을 연구할 수 있을 뿐 아니라, 그 '불가능'한 것을 이용할 수 있을수도 있을 것이다.